# Ärttjärnen, Hälsingland
Ärttjärnen är en sjö i Härjedalens kommun i Hälsingland och ingår i Ljusnans huvudavrinningsområde.